# 环境物理学
环境物理学是物理学与环境科学的交叉学科，主要研究人类和物理环境之间相互的作用，其体系目前尚没有完全定型，目前主要研究声、光、热、加速度、电磁场、射线对人体以及环境生态系统的影响，以及消除这些影响的技术方法和控制措施，因为物理环境中的声、光、电、热等要素是人类现代生活所必须的，但其在环境中的量决定是否适宜人类的生活和是否对生态系统有影响，因此要进行定量研究，根据其研究对象可分为：
- 环境声学
- 环境热学
- 环境电磁学
- 环境空气动力学
- 辐射环境学

等